# Never Cry Wolf (1983)
«Never Cry Wolf» (варіант перекладу — «Не кричи „вовк“») — фільм виробництва США, поєднання фільму про природу й повнометражного фільму. Стрічка заснована на автобіографічному романі «Never Cry Wolf» 1963 року канадського біолога і письменника Фарлі Моуета.
У фільмі Чарльз Мартін Сміт грає роль урядового біолога, якого відправили в дику природу вивчати популяцію карібу, чиє скорочення, як вважають, спричинене вовками, хоча ніхто не бачив, як вовк вбиває карібу. У фільмі також знялися Брайан Деннехі та Закарі Іттімангнак. Це був перший фільм Діснея, випущений студією під перейменованим лейблом Walt Disney Pictures. Фільм вийшов в обмежений прокат 7 жовтня 1983 року, а в широкий прокат - 27 січня 1984 року.

## Сюжет
Біолог Тайлер (Alter ego Фарлі Моуета) вирушає з'ясувати за дорученням уряду, чому знижується чисельність карібу. Головними підозрюваними є вовки. На початку своєї подорожі, Тайлер стикається зі страшними історіями про вовків, які переслідують його навіть у кошмарах. Погано обладнаний Тайлер зустрічає старого інуїта, який допомагає йому. Незабаром дослідник виявляє, що це не вовки, але браконьєри винищують стада карібу.